# Druhé prezidentství Donalda Trumpa
Druhé prezidentství Donalda Trumpa probíhá od jeho inaugurace dne 20. ledna 2025.

## Průběh

### Druhá administrativa
Druhá vláda Donalda Trumpa začala vykonávat svůj mandát od jeho inaugurace v lednu 2025. Mezi význačné členy vlády patří ministr zahraničních věcí Marco Rubio, ministr obrany Pete Hegseth, ředitel CIA John Ratcliffe nebo ministr financí Scott Bessent. Trump také oznámil, že zřídí úřad pro efektivní vládu, který by měli vést Elon Musk a Vivek Ramaswamy.
Zpravodajská média uvedla, že Trump obsazoval klíčové posty loajálními, nikoli zkušenými lidmi, a že vláda byla vytvořena osobami s protichůdnými názory a „eklektickými osobnostmi“. Vláda bývá popisována jako nejbohatší v novodobé historii, neboť je tvořena více než 13 miliardáři.

### 2025
Po svém nástupu do funkce vydal řadu exekutivních příkazů, které nařizovaly federálním úřadům zavést celou řadu změn. Od zastavení náboru nových zaměstnanců (vyjma odvětví řízení migrace a bezpečnosti), přes vyhodnocení efektivity provozu, reorganizaci úřadů, až po pozastavení výdajů na zahraniční humanitární pomoc. Dále jimi Trump nařídil zastavit federální programy proti diskriminaci menšin a na podporu diverzity. Opustit klimatické závazky a vyhodnotit náklady na členství v mezinárodních organizacích. Ohlásil také výrazné zpřísnění migrace, posílení deportací nebo lepší ochranu hranic. Některými z nich se vracel k politikám, které zaváděl již během svého prvního prezidentství. Současně zrušil desítky exekutivních příkazů vydaných svým předchůdcem Joem Bidenem. V neposlední řadě pohrozil obsazením Kanady, Grónska a Panamskéhu průplavu. Vydání exekutivních příkazů, které navíc byly v řadě případů obecné či vágní, ale ještě neznamenalo zavedení daného požadavku. U mnohých příkazů se očekávaly soudní žaloby na jejich zrušení. Podle médií a jejich analytiků se Trump tímto snažil šokovat a používat chaos jako zbraň. Již ve svém prvním období používal taktiku permanentní krize, kdy svými výroky a kroky vytvářel nové a nové kontroverzní situace. Při takové taktice měl více volnosti v radikalitě kroků a veřejnost navíc byla zahlcována, aby nestíhala vše veřejně kontrolovat a na všechna opatření reagovat. Na začátku druhého funkčního období tuto taktiku vystupňoval. Nestandardní způsob jednání s federálními zaměstnanci zase vytvářel atmosféru nejistoty a strachu. V zahraniční politice se stejný princip projevil silovou politikou výhružek, kdy Trump například hrozil zavedením dovozních cel, pokud ostatní země neudělají, co požaduje (zlepšení ochrany hranic s USA, zabraňování migrace do USA, otevřené přijímaní zadržených ilegální migrantů apod.).

#### Leden
Druhá inaugurace Donalda Trumpa proběhla 20. ledna 2025, kdy složil prezidentský slib. Následně podepsal kolem dvou set exekutivních příkazů. Částí z nich anuloval exekutivní příkazy vydané předchozím prezidentem Joe Bidenem. Příkazy například vyhlásil nouzový stav na hranici s Mexikem, ukončil program legálního vstupu do USA s pomocí aplikace CBP One, ohlásil plánované zátahy na nelegální migranty, dále vyhlásil stav energetické nouze a povolil maximalizaci těžby ropy a plynu, znovu odstoupil od Pařížské dohody, omilostnil kolem 1500 účastníků a organizátorů útoku na Kapitol z roku 2021, za USA vystoupil ze Světové zdravotnické organizace (WHO), nařídil, aby státní úřady uznávaly pouze dvě pohlaví, muže a ženu, a zrušil genderově zaměřené vládní programy, dočasně odložil prosazování federálního zákazu čínské sociální sítě TikToku nejméně o 75 dní, v neposlední řadě ohlásil přejmenování několika místopisných názvů (například Mexickému zálivu se v USA bude říkat Americký záliv a hora Denali na Aljašce se bude místo názvu zdejších původních obyvatel znovu nazývat horou McKinley).
Následně se zúčastnil inaugurační bohoslužby na půdě episkopální církve ve Washingtonské národní katedrále v úterý 21. ledna. Kázání biskupky Buddeové a následná vlna kritiky vycházející právě od Trumpa vyvolala i řadu mediálních reakcí.
V dalším příkazu stanovil, aby federální pojišťovací programy přestaly hradit lékařskou péči týkající se změny pohlaví u mladistvých. Předtím již nařídil Pentagonu, aby provedl přezkum, zda má být transgenderovým lidem zakázána vojenská služba.
Během ledna představitelé Trumpovy administrativy nařídili pracovníkům Úřadu pro imigraci a cla (ICE), aby denně zatkli nejméně 1200 až 1500 imigrantů, namísto obvyklých několika set. V téže době kolumbijský prezident Gustavo Petro oznámil, že jeho země nepřijme žádné repatriační lety z USA, dokud budou prováděny ve vojenských letadlech a nebude zaručeno dodržování lidských práv migrantů. Trump poté pohrozil Kolumbii zavedením cla ve výši 25 % na jejich zboží a pozastavil vydávání víz. Nakonec se obě strany dohodly.
Na oznámení záměru, aby bylo zrušeno právo na americké občanství pro děti cizinců narozených na půdě USA, reagovalo 22 amerických států žalobou proti Trumpovu exekutivnímu příkazu. V únoru 2025 federální soud tento příkaz zastavil.
Rozpočtový úřad Bílého domu v lednu nařídil složkám americké vlády, aby plošně pozastavily vyplácení federální podpory ve formě dotací či půjček. Složky federální vlády měly vypracovat zprávy o dotčených programech. Nebylo ale jasné, o které programy se mělo jednat. Kvůli zmatkům bylo pozastavení vyplácení federální podpory obratem zrušeno. Americké ministerstvo zahraničí mezitím zmrazilo financování téměř veškeré zahraniční pomoci (přes Agenturu USA pro mezinárodní rozvoj). Výjimkou měly být pouze humanitární potravinová pomoc a vojenská podpora pro Izrael a Egypt. Zahraniční pomoc USA jen za fiskální rok 2022 činila podle Financial Times 70 miliard dolarů (1,67 bilionu korun). V únoru 2025 ale federální soud opakovaně rozhodl, že vyplácení schválené zahraniční pomoci musí být obnoveno.
Trumpova administrativa nabídla civilním federálním pracovníkům několikaměsíční odstupné, pokud sami odejdou ze zaměstnání. Šlo o součást plánů na drastické zeštíhlení federálních úřadů. Ve federální správě v té době bylo zaměstnáno 2,3 milionu lidí. V téže době ministerstvo spravedlnosti dalo výpověď několika svým zaměstnancům, kteří v předchozích letech pracovali na vyšetřování Trumpa. Jednalo se o zhruba desítku lidí, kteří byli součástí týmu zvláštního vyšetřovatele Jacka Smithe, jenž stíhal Trumpa ve dvou kauzách. Samotný Smith rezignoval několik dní před návratem Trumpa do Bílého domu. Trump současně propustil z několika ministerstev a dalších úřadů generální inspektory, což jsou činitelé, kteří mají nezávisle monitorovat práci vlády. Dále nejméně šest vysokých úředníků Federálního úřadu pro vyšetřování (FBI) dostalo příkaz do konce ledna rezignovat nebo odejít do důchodu. Pokud by to neudělali, bylo jim pohrozeno propuštěním.
Na konci ledna vydal nařízení o boji proti antisemitismu a zavázal se deportovat vysokoškolské studenty bez amerického občanství a další osoby, které se během války Izraele s Hamásem účastnily propalestinských protestů. Ty označil za zastánce Hamásu. Již několik dní předtím zrušil sankce proti extremistickým izraelským osadníkům na Západním břehu Jordánu, které zavedl Joe Biden. Trump také přes média navrhl, aby Jordánsko a Egypt přijaly „dočasně či dlouhodobě“ Palestince z Pásma Gazy. Egypt takové řešení odmítl. V neposlední řadě Trump uvolnil pro Izrael dodávku silných bomb, kterou pozastavil Joe Biden z důvodu ohrožení palestinských civilistů.
Trump v lednu navštívil Los Angeles v Kalifornii, které tento měsíc zdevastovaly ničivé požáry, při nichž přišly o život téměř tři desítky lidí a shořelo množství domů. Trump podle BBC také pohrozil odepřením federální pomoci, pokud Kalifornie nezmění své zákony o distribuci vody a nezavede regule vyžadující průkaz totožnosti pro hlasování ve volbách.

#### Únor
V únoru Trump nařídil vzdušný úder na Islámský stát v Somálsku.
Na začátku února 2025 pohrozil zavedením nových celních tarifů na dovozy z Kanady a Mexika (ve výši 25 %) a Číny (ve výši 10 % nad rámec již existujících cel). Zdůvodnil to tlakem na zavedení přísnějších hraničních kontrol proti převozu fentanylu a jiných drog do USA z Kanady a Mexika. Kanada i Mexiko okamžitě slíbily zavedení odvetných cel. Čína pohrozila odvoláním se k Světové obchodní organizaci (WTO). Oznámení vedlo k propadům na finančních trzích včetně trhu s kryptoměnami. Nakonec se s Kanadou a Mexikem dohodl. Avšak vyšší cla pro Čínu začala platit. Čína následně oznámila odvetná cla.
V únoru Elon Musk, který vedl neoficiální úřad pro efektivitu státní správy (DOGE), přesvědčil Trumpa o uzavření Agentury USA pro mezinárodní rozvoj (USAID). Stovkám zaměstnancům byl ze dne na den odepřen přístup do počítačových systémů agentury a bylo uzavřeno její washingtonské ústředí. Musk na své síti X uvedl: „USAID je zločinecká organizace. Je načase, aby zanikla.“ Na toto jednání reagovala odborová organizace zastupující federální zaměstnance žalobou. Nicméně federální soud žalobu shodil s tím, že odbory nejsou dotčenou stranou sporu a nemohou tak podat žalobu. Současně začali být propouštěni federální zaměstnanci ve zkušební dobe, která v USA trvá jeden rok. Podle médií mělo jít o tisíce lidí. Koncem února Musk rozeslal federálním zaměstnancům e-mail, ve kterém měli vysvětlit, co dělali poslední týden. Kdyby na něj neodpověděli, bylo by to bráno, jako by dali výpověď. Tento postup potvrdil i Trump. Proti se ovšem postavili někteří šéfové ministerstev a dalších úřadů, například ředitel FBI Kash Patel. Proti bylo vedení ministerstva zdravotnictví, energetiky a spravedlnosti, nebo tajné služby. V téže době rezignovali i poslední zaměstnanci Digitální služby Spojených států (USDS), která byla v lednu včleněna do Muskova DOGE.
Ministr zahraničních věcí Marco Rubio po nástupu do funkce podnikl řadu zahraničních cest do zemí Jižní Ameriky, aby jednal o migraci a repatriaci zadržených migrantů. Podle médií mu prezident Salvadoru Nayib Bukele nabídl, že jeho země, která v té době vedla boj proti ozbrojeným gangům, čímž výrazně zvedla svou vězeňskou populaci, a otevírala tzv. megavěznice, bude za úplatu přijímat v USA uvězněné migranty, ale i občany. Podobně se Bukele s Trumpem dohodl již během jeho prvního prezidentství, dohoda ale nebyla naplněna a Biden ji později zrušil.
Jako svou první zahraniční oficiální návštěvu přijal izraelského předsedu vlády Benjamina Netanjahua. Trump následně uvedl, že by Spojené státy americké mohly převzít kontrolu nad Pásmem Gazy a developersky ho obnovit. Podmínkou ale bylo vysídlení Palestinců do okolních arabských zemí. Netanjahu médiím uvedl, že o Trumpově vizi „je potřeba přemýšlet“. Trump v téže době také znovu, stejně jako během svého prvního prezidentství, stáhl americké delegáty z Rady OSN pro lidská práva a zastavil financování Úřadu OSN pro palestinské uprchlíky na Blízkém východě. Nechal také uvalit sankce na pracovníky Mezinárodního trestního soudu, kteří se podíleli na vyšetřování obvinění z páchání zločinů izraelskou armádou v Pásmu Gazy.
V druhé polovině února opakovaně kritizoval ukrajinského prezidenta Volodymyra Zelenského. Trump ho například označil za „diktátora bez voleb“. Dále ho osočil, že „přesvědčil bývalou vládu USA, aby mu dala 350 miliard dolarů do války, kterou nemůže vyhrát“. Podle webu amerického ministerstva obrany ale dosavadní bezpečnostní pomoc pro Ukrajinu ze strany USA činila 67 miliard dolarů. Později uvedl, „že si nevzpomíná“, že by Zelenského nazval diktátorem. Trump dále uvedl, že aktivně jedná i s Ruskem o ukončení války. Současně dodal, že Spojené státy v rámci dohody o ukončení války s Ruskem neposkytnou Ukrajině bezpečnostní záruky, to podle něj má učinit Evropa. Po jednáních s ruským prezidentem Putinem prohlásil, že USA nepodpoří vstup Ukrajiny do NATO. Následně podmínil další podporu Spojených států Ukrajině dodáváním vzácných ukrajinských nerostů. V prvním návrhu dohody chtěl Trump dokonce 50% podíl ukrajinských vzácných nerostů (například lithia, grafitu nebo uranu) coby splátku již dodané pomoci. To ale Zelenskyj odmítl. V dalších návrzích Trump pro USA požadoval také příjmy z ropy, plynu, přístavů a další infrastruktury Ukrajiny. V poslední verzi se psalo o tom, že by řečené příjmy šly do společného fondu na dlouhodobou rekonstrukci a rozvoj Ukrajiny, který by byl zcela pod kontrolou USA. Na konci února došlo v Bílém domě při jednání mezi Trumpem, viceprezidentem Vancem a Zelenským k diplomatické roztržce. Trump Zelenského například obvinil, že „hazarduje s třetí světovou válkou“ a „je neuctiví vůči Spojeným státům americkým“. Z podepsání dohody sešlo. Většina hlav států a vlád Evropské unie následně vyjádřila slova podpory Ukrajině a Zelenskému.

#### Březen
Na začátku března podepsal exekutivní příkaz, kterým stanovil angličtinu za oficiální úřední jazyk. Spojené státy do té doby na federální úrovni nikdy neměly právně stanovený úřední jazyk. Tím také zrušil dřívější exekutivní příkaz prezidenta Billa Clintona, který stanovoval, že všechny organizace placené z federálního rozpočtu musí poskytnout informace občanům v jejich mateřském jazyce.
Mnoho z Trumpových exekutivních příkazů bylo následně přezkoumáváno soudy. Do března 2025 se soudy zabývaly již stem žalob. Některé příkazy byly rozsudky zablokovány nebo zrušeny.
Od 4. března USA zavedly 25procentní cla na dovoz z Kanady a Mexika, o 10 % zvýšily cla Číně. Peking v reakci oznámil 15procentní cla na některé americké produkty. Odvetná cla ve stejné výši jako americká ohlásila i Kanada. Vláda kanadské provincie Ontario v březnu zavedla 25% cla na export elektřiny do Spojených států. Trump následně veřejně pohrozil odvetnými cly ve výši 50 % na dovoz oceli a hliníku. Jen pár hodin poté ale od tohoto plánu ustoupil.
Dne 4. března nařídil přerušit americkou vojenskou pomoc Ukrajině. Rozhodnutí ovlivnilo už plánované dodávky v hodnotě asi miliardy dolarů.
Dne 5. února 2025 měl Trump první projev v Kongresu, ve kterém oslavoval velké škrty ve výdajích, tvrdý zásah proti migraci a ekonomickou vizi z prvních týdnů jeho vlády. V jeho dlouhém 100minutovém projevu byly podané informace zpochybňovány.
V březnu podepsal příkaz k vytvoření strategických rezerv z bitcoinů a dalších zabavených kryptoměn. Vláda si tak nechá aktiva v kryptoměnách, které úřady zabavily v trestním a občanskoprávním řízení. Nové nákupy se neplánovaly, což vedlo k poklesu hodnoty na trhu.
Po kontroverzních krocích jeho poradce Elona Muska se seskupilo hnutí TeslaTakedown, které vyzývalo k protestům u prodejen Muskovy automobilky Tesla a bojkotu jeho firem. V Evropě, zejména v Německu, také poklesly meziroční prodeje Tesly. Hodnota akcií Muskových firem, která po zvolení Trumpa vyskočila o 50 %, do března 2025 o stejnou hodnotu klesla. Trump následně prohlásil, že hnutí vyzývající k bojkotu bude „prošetřovat jako domácí teroristy“ a jejich činnost označil za „ilegální“. Podle něj „ničili významný americký podnik“. Uvedl, že si demonstrativně brzy koupí vůz od Tesly, aby Muskovi vyjádřil podporu.
Trump v březnu zahájil tažení na propalestinské studentské aktivisty. Jeho administrativa například zahájila přezkum federálních grantů a smluv s Kolumbijskou univerzitou pro podezření, že „škola neřešila antisemitismus“. Věc se vztahovala k rozsáhlým studentským protiválečným protestům, které v roce 2024 zasáhly většinu států USA. Následně Trump oznámil, že Kolumbijská univerzita přijde o granty v hodnotě 400 milionů dolarů. Pozornost vzbudil případ, kdy imigrační úřad zatknul studentského aktivistu Mahmúda Chalíla a hrozil jeho vyhoštěním. Chalíl přitom měl trvalý pobyt prostřednictvím zelené karty a jeho manželka byla občankou USA. Trump uvedl, že zatýkání mezi studenty bude pokračovat.
V březnu začal na internetu kolovat seznam dvou set „zakázaných slov“, který sestavil deník The New York Times. Šlo o interní reguli amerických úřadů stanovující opatření v jejich vlastní komunikaci. Nešlo tedy o zákaz slov jako takový. Na seznamu byla například slova a termíny: „žena“, „genderová identita“, „klimatická krize“, „klimatická změna“, „čistá energie“, „sex“, „rasová spravedlnost“, „rasismus“, „segregace“, „privilegovaný“, „transexualita“, „LGBTQ“ nebo „duševní zdraví“. Největší dopady se čekaly u výzkumů a projektů Národního úřadu pro oceán a atmosféru, Agentury pro ochranu životního prostředí, Ministerstva energetiky nebo federálního Střediska pro kontrolu a prevenci nemocí.
Trump podepsal dekret plánující zrušení federálního ministerstva školství, což sliboval už v kampani v roce 2016 a znovu v roce 2024. Ministryní jmenoval Lindu McMahonovou, která dostala za úkol snížit počet zaměstnanců o polovinu a později dovést ministerstvo ke zrušení. Trump chtěl, aby se o školství staraly výhradně jednotlivé státy a mnohem silnější slovo ve vzdělávání měli samotní rodiče. To v některých státech umožní jednodušší proškrtání výuky s přihlédnutím k – v USA kontroverzním – tématům, jako jsou evoluce člověka, otázky genderu, sexuální orientace či témata zahrnutá pod kritickou rasovou teorii. Trump tak podpořil konzervativní vizi posilnění vlivu rodičů a začlenění víry a nauky o patriotismu do amerického vzdělávacího systému. Trump například řekl: „Musíme naše děti naučit Ameriku milovat, ne ji nenávidět. Žádné dítě by nemělo mít pocit, že se za svou zemi stydí. Skoncujeme s radikální levicovou indoktrinací v našich školách.“ Trumpova administrativa navrhovala výrazné rozšíření takzvaných charterových škol, tedy veřejných škol s větší autonomií oproti tradičním státním školám, slevových kuponů na soukromé školy a programů domácího vzdělávání. Média spekulovala, že osobou, která tlačila náboženskou agendu do vzdělávacích institucí, byla evangelická pastorka Paula White-Cainová. Ta dlouhodobě prosazovala zahrnutí křesťanských hodnot a morální výchovy do vzdělávání.
USA také zavedly přísnější kontroly na hranicích. Některé cestující do země úřady vyslýchaly, zadržely nebo jim byl odepřen vstup do země. Kritika na jednání úředníků se objevila například ze strany občanů Německa a Spojeného království.
Trump v dalším dekretu nařídil, aby byla z rozsáhlého muzea Smithsonův institut, který se zaměřuje na historií a kulturu USA, odstraněna „nevhodná, rozdělující nebo protiamerická ideologie“. Výnos byl ale opět nekonkrétní. Rovněž v něm nařídil ministerstvu vnitra obnovit federální parky, památníky a sochy, které byly „v posledních letech odstraněny nebo změněny ve snaze udržovat falešnou revizi historie“. Za problematické je ve výnosu označeno Národní muzeum afroamerické historie a kultury.
Podepsal také exekutivní výnos, ve kterém požadoval úpravu organizace federálních voleb. Novinkou měl být požadavek na úřední doklad o občanství pro registraci voličů a hrozba právních kroků proti státům USA, které do sčítání zahrnou i korespondenční hlasy dodané po volebním dni. Podmínky registrace voličů v současnosti závisí na rozhodnutí daného státu.
V březnu se také odehrála tzv. aféra Signalgate. Ta se týkala faktu, že vysocí američtí představitelé (včetně ministra obrany Petea Hegsetha, poradce pro národní bezpečnost Mikea Waltze a ministra zahraničí Marka Rubia) diskutovali o plánech vojenských úderů na Jemen v chatovací aplikaci Signal, kam ale nedopatřením přizvali i novináře z The Atlantic, který je poté zveřejnil. Mezi zprávami byly detaily útoku včetně utajovaných informací, což po vypuknutí skandálu dotčení účastníci popírali, ale následně byly ve veřejném zájmu zveřejněny řečeným novinářem.

#### Duben
V dubnu představil plán cel pro celou řadu zemí světa. Oznámení způsobilo největší poklesy globálních akciových trhů za posledních pět let. Dne 5. dubna Spojené státy začaly vybírat základní desetiprocentní clo při dovozu zboží ze všech zemí světa. Na Čínu USA plánovaly uvalit další cla ve výši 34 %, celkem se tak zvýšila na 54 %. Čína v odvetě oznámila dodatečná 34% cla na veškerý dovoz ze Spojených států. Trump následně pohrozil dalším razantním navýšením cel na 104 %. Dne 9. dubna začala platit zvýšená cla pro šedesát zemí. Po několika hodinách je na devadesát dní pozastavil. Nadále platila univerzální cla ve výši 10 %. Naopak pokračoval v celní válce s Čínou, které cla navýšil na 125 %. Krátce poté se objevily názory, že Trump využíval hrozeb zavedení cel k manipulaci trhu s akciemi a vlastnímu výdělku. Akcie Trump media totiž po pozastavení cel vzrostly o 22,67 %, což bylo dvakrát víc než širší trh.
V dubnu Trumpova administrativa pohrozila Harvardově univerzitě, že pokud neukončí své programy na podporu rozmanitosti, nedostane slíbené granty. Univerzita toto odmítla, protože podle ní požadavky vlády potlačovaly intelektuální svobodu univerzity i studentů. Vláda následně pozastavila federální granty v celkové výši 2,3 miliardy dolarů (51 miliard korun).

#### Květen
V květnu ministerstvo vnitřní bezpečnosti odebralo Harvardově univerzitě oprávnění zapisovat zahraniční studenty – s odůvodněním, že údajně nedostatečně chrání židovské studenty a porušuje vízové předpisy. Tento bezprecedentní krok ohrozil přes 6700 studentů, kteří tvoří přibližně čtvrtinu celkového počtu a hrají zásadní roli ve výzkumu univerzity. Univerzita podala žalobu.
Trump oznámi, že chce vyřadit Sýrii ze seznamu zemí podporujících terorismus, na kterém je od roku 1979.

#### Červen
Trump v červnu navrhl na funkci vrchního velitele spojeneckých sil NATO v Evropě a velitelství ozbrojených sil USA pro Evropu generála letectva Alexuse Grynkewiche.
V červnu také ohlásil projekt výstavby přes tisíc kilometrů dlouhého plynovodu, který má vést přes celou Aljašku. Ochránci životního prostředí se obávali nezvratných škod. V části Aljašky také povolí těžbu ropy a plynu. Jedná se o oblast známou jako Národní ropná rezervace - Aljaška (NPR-A) o rozloze 95 tisíc kilometrů čtverečních.
Na začátku června zavedl zákaz vstupu do USA občanům dvanácti států. Plné omezení vstupu se týká občanů Afghánistánu, Barmy, Čadu, Konga, Rovníkové Guineje, Eritreji, Haiti, Íránu, Libye, Somálska, Súdánu a Jemenu.
V červnu Trump zasáhl proti demonstrantům v Los Angeles protestujícím proti zátahům ICE, imigračnímu úřadu naplňujícímu Trumpův plán deportací. Činnost ICE za Trumpa nabyla podoby razií do soukromých domů a na pracoviště. Trump se nepokoje rozhodl potlačit povoláním 2000 členů národní gardy, a to bez souhlasu demokratického guvernéra Kalifornie Gavina Newsoma. Šlo o první takový případ za posledních 60 let. V jiných případech se prezidenti vždy obrátili na guvernéry.

#### Červenec
Podle průzkumu z července 2025 bylo Trumpovo druhé prezidentství americkými občany hodnoceno převážně negativně; v porovnání s dalšími prezidentskými obdobími v historii už bylo negativněji hodnoceno jen Trumpovo první prezidenství.